# Frihetsrondellen

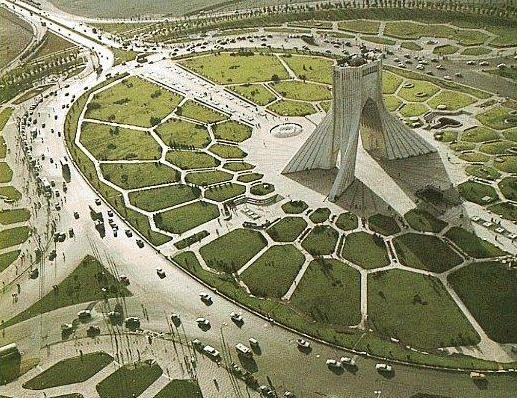
Frihetsrondellen i Teheran.

Frihetsrondellen (persiska: میدان آزادی Meydān-e Āzādi) ligger i västra Teheran, vid början av motorvägen mellan Teheran och Karaj. I mitten av rondellen finns ett torn som kallas för Frihetstornet (tidigare Shahyādtornet), som även hyser ett museum.

## Uppförande
Platsens ursprungliga namn är Shahyādtorget och uppfördes 1971 med Shahyādtornet i mitten på begäran av Mohammad Reza Pahlavi som ett minnesmärke för att markera det Persiska imperiets 2500-årsjubileum. Det persiska ordet Shahyād kan översättas som "Kungaminne", vilket ger oss namnet "Kungaminnestorget".